# La stanza accanto (film 1994)
La stanza accanto è un film del 1994 diretto da Fabrizio Laurenti.

## Trama
Un avvocato soffre di allucinazioni. Torna in un albergo nel quale, nella stanza accanto alla sua, era stata uccisa la sua ragazza.